# Pauline Eichberg
Pauline Eichberg (* 22. April 1839 in Stuttgart; † 28. Dezember 1874 in Baltimore) war eine deutsche Pianistin.

## Leben
Pauline Eichberg war die älteste der fünf Töchter des Stuttgarter Chasans Moritz Eichberg und seiner Ehefrau Eleonore oder Leonore, geb. Seligsberg. Wie ihre Schwestern Bertha und Julie wurde sie professionelle Musikerin.
Sie erhielt ihren ersten Klavierunterricht von Mathilde Ries, trat im Alter von zehn Jahren zum ersten Mal in der Öffentlichkeit auf und kam in den 1850er Jahren, empfohlen von einem dort nicht mit Vornamen bezeichneten Herrn Rubinstein und in der Folge von Giacomo Meyerbeer, in die Klavierklasse von Ignaz Moscheles in Leipzig. 1856 nahm sie an einem Prüfungskonzert des Konservatoriums teil. Sie spielte dabei zusammen mit Friedericke von Benamin, Jenny Hering und Therese von der Hoya ein Grand Duo von Moscheles für zwei Klaviere zu acht Händen, nämlich Les Contrastes (op. 115).
Laut ihrer Biographie in der Jewish Encyclopedia spielte sie eine Saison lang mit Rubinstein in Baden; datiert ist diese Phase dort allerdings nicht.
Offenbar zog sie nach Abschluss ihrer Studien nach Frankfurt am Main. Im Frühjahr 1857 gab sie im dortigen „Holländischen Hof“ eine musikalische Soiree; ferner war sie in einem Salon des Grafen von Montessuy zu hören. Eine Kritik im Intelligenz-Blatt der Stadt Frankfurt fiel sehr positiv aus und belegt außerdem, dass Pauline Eichberg schon früher in Frankfurt aufgetreten war. Zeitweise hatte sie wohl den Plan, als Klavierlehrerin in dieser Stadt zu bleiben, doch noch im selben Jahr trat sie mehrfach in Konzerten in Stuttgart auf, unter anderem in einem Wohltätigkeitskonzert im Stuttgarter Museum zusammen mit Mathilde von Marlow und Franz Josef Schütky. 1858 und 1859 trat sie auch mit ihrer Schwester Bertha auf, ehe sie 1859 in die USA zog und in New York Klavierlehrerin wurde. Ihr erstes Konzert in New York gab sie 1860. 
Wenig später heiratete sie in New York Alexander Weiller, mit dem sie nach Baltimore übersiedelte. In den Jahren 1862 bis 1874 bekam das Ehepaar vier Kinder, wobei die Geburt des jüngsten, einer Tochter, die ebenfalls den Namen Pauline erhielt, tragisch endete: Pauline Eichberg starb offenbar an den Folgen dieser Geburt. Alexander Weiller ging mit Nora Wise eine zweite Ehe ein und bekam mit dieser zweiten Gattin weitere vier Kinder.
Ab 1865 lebte Pauline Eichbergs jüngere Schwester Julie mit in dem Haushalt der Familie Eichberg-Weiller; Pauline und Julie Eichberg traten mehrfach miteinander in Baltimore auf.
Pauline Eichberg soll sich besonders als Chopin-Interpretin hervorgetan haben.